# Ciprus hívójelkörzetei
Cyprus hívójelprefixei nincsenek körzetekre bontva, viszont a megszállás alatt álló területein más-más prefixek vannak érvényben, attól függően mely érdekeltség alá tartozik.
| ZC4 | Egyesült Királyság érdekeltségi területei                         |
| 1B  | Törökország fennhatósága alá eső területek (nem hivatalos prefix) |
| 5B  | Nincs körzetesítve                                                |
| C4  | Nincs körzetesítve                                                |
| H2  | Nincs körzetesítve                                                |
| P3  | Nincs korzetesítve                                                |

## Lajstromjel
Vízi és légi járművek lajstromjelezéséhez az 5B prefixet használják.